# Gerrit Kersten-Thiele
Gerrit Kersten-Thiele (* 1. Juli 1980 in Göttingen) ist ein deutscher Basketballfunktionär.

## Werdegang
Kersten-Thiele wuchs in Göttingen auf. Er spielte Basketball bei der BG 74 Göttingen, in der Saison 2003/04 bestritt er als Flügelspieler drei Einsätze für die zweite Göttinger Mannschaft in der 1. Regionalliga Nord und stand 2004/05 in derselben Liga und derselben Mannschaft in einer weiteren Begegnung auf dem Feld.
Er erlangte einen Hochschulabschluss im Fach Sportmanagement. 2003 gründete er zusammen mit einem Geschäftspartner ein Unternehmen (Scorers 1st Sportmanagement), mit dem er als Spielervermittler und -berater im Basketball tätig wurde. Mit dem Unternehmen mit Sitz in Meerbusch betreute Kersten-Thiele unter anderem die deutschen Nationalspieler Danilo Barthel, Tim Ohlbrecht und Philipp Herkenhoff. Er erwarb die von der Basketball-Bundesliga und die vom Weltverband FIBA vergebenen Spielervermittlerlizenzen und war eigener Angabe nach im Februar 2008 der erste Deutsche, der von der Spielergewerkschaft der nordamerikanischen Liga NBA die Zulassung als Spielervermittler erhielt. Zusätzlich zu seiner beruflichen Tätigkeit war Kersten-Thiele zeitweilig im Vorstand des Vereins SG ART Giants Düsseldorf für Sportbelange zuständig.
Im Februar 2022 wurde Kersten-Thiele als Sportdirektor des Zweitligisten SC Rasta Vechta mit Dienstbeginn 1. März 2022 vorgestellt, aus seiner Tätigkeit als Inhaber und Geschäftsführer des Unternehmens für Spielervermittlung und -beratung war er zuvor ausgestiegen. In seine Amtszeit in Vechta fiel der Gewinn der Zweitligameisterschaft 2023 und damit die Bundesliga-Rückkehr sowie im selben Jahr der Aufstieg der zweiten Herrenmannschaft in die 2. Bundesliga ProA.